# Södra Luossejaure
Södra Luossejaure är en sjö i Arvidsjaurs kommun i Lappland och ingår i Piteälvens huvudavrinningsområde. Sjön har en area på 0,143 kvadratkilometer och ligger 369,2 meter över havet.

## Delavrinningsområde
Södra Luossejaure ingår i det delavrinningsområde (732412-166937) som SMHI kallar för Mynnar i 732134-167028. Medelhöjden är 382 meter över havet och ytan är 2,24 kvadratkilometer. Det finns inga avrinningsområden uppströms utan avrinningsområdet är högsta punkten. Vattendraget som avvattnar avrinningsområdet har biflödesordning 3, vilket innebär att vattnet flödar genom totalt 3 vattendrag innan det når havet efter 130 kilometer. Avrinningsområdet består mestadels av skog (83 procent). Avrinningsområdet har 0,14 kvadratkilometer vattenytor vilket ger det en sjöprocent på 6,4 procent.